# Беньковская, Эльжбета
Эльжбета Эва Беньковская (пол. Elżbieta Ewa Bieńkowska, р. 4 февраля 1964, Катовице, Польша) — польская политическая деятельница, чиновница гражданской службы; в 2007—2013 годах министр регионального развития, с 2011 по 2014 год сенатор польского сената VIII каденции, с 2013 по 2014 год заместитель премьер-министра и министр по вопросам инфраструктуры и развития. С конца 2014 года — европейский комиссар по вопросам внутреннего рынка и услуг.

## Образование
В 1982 году окончила IV лицей им. Станислава Сташича в Сосновце, в 1988 году завершила обучение на восточном отделении филологического факультета Ягеллонского университета, где специализировалась по иранистике; в 1996 году окончила Национальную школу государственного управления (диплом IV степени), а в 1998 году — аспирантуру в варшавской Школе экономики.

## Карьера
На протяжении многих лет занималась практическим управлением и реализацией оперативных программ софинансирования в структурных фондах и фондах помощи в рамках региональной политики ЕС. Является сторонником децентрализации государственной власти, в том числе управления региональной политикой ЕС в Польше.
Работала в качестве представителя воеводы (губернатора) по региональному контракту Катовицкого воеводства и стратегии регионального развития. Кроме того, принимала участие в подготовке программы PHARE INRED. Прошла стажировку в Министерстве иностранных дел и в британской администрации. В должность директора Департамента регионального развития (в то время отдела планирования и европейских фондов) вступила тогда, когда маршалком Силезии был Ян Ольбрыхт (позже депутат европейского парламента от партии Гражданская платформа), осталась в должности после прихода к власти в регионе в 2002 году Михала Чарского из Союза демократических левых сил, а также в 2006 году, когда маршалком стал Януш Мошинский из партии Гражданская платформа. Координировала работу группы по подготовке региональной инновационной стратегии для Силезского воеводства, была руководителем команды по обновлению стратегии развития Силезского воеводства на период 2000—2020 годов, а также координатором и переговорщиком команды, подготовившей региональную оперативную программу развития Силезского воеводства на период 2007—2013 годов, добившись принятия этой программы 4 сентября 2007 года в числе первых пяти региональных программ в Польше. Была членом мониторингового комитета Региональной оперативной программы Силезии. Преподавала в Силезском технологическом университете в рамках второй части европейских программ последипломного образования в области структурных программ Европейского Союза. 5 октября 2007 года совет воеводства назначил её на должность директора Силезского центра предпринимательства. В 2002—2007 годах работала вице-президентом наблюдательного совета Силезского агентства регионального развития.
16 ноября 2007 года была приведена к присяге на пост министра регионального развития в первом правительстве Дональда Туска. Её кандидатуру предложил Томаш Томцикевич после консультации с Яном Олбрыхтом, который отказался занять этот пост.
По итогам парламентских выборов в 2011 году была избрана в Сенат как беспартийная кандидатка, присоединившись к партии Гражданская платформа. Баллотировалась от избирательного округа № 75, получив на выборах 48281 голос. 31 октября 2014 года сложила мандат сенатора в связи с вступлением в должность комиссара Европейской комиссии с 1 ноября 2014 года.
Во втором правительстве Дональда Туска сохранила за собой пост министра регионального развития.
27 ноября 2013 года президент Польши Бронислав Коморовский по просьбе премьер-министра (объявленной 20 ноября 2013 года) отозвал Эльжбету Беньковску от должности министра регионального развития и назначил на должности заместителя премьер-министра и министра инфраструктуры и развития. Эти обязанности она перестала исполнять 22 сентября 2014 года.
10 сентября 2014 года Жан-Клод Юнкер объявил о назначении Эльжбеты Беньковски комиссаром Европейской комиссии по вопросам внутреннего рынка и услуг, промышленности, предпринимательства и малого и среднего бизнеса. Она вступила в эту должность 1 ноября 2014 года.
Замужем, имеет трёх детей.